# ピーター・マックミラン
- ピーター・ジェイ・マクミラン

ピーター・J・マクミラン は、アイルランド出身の日本文学者、翻訳家。杏林大学客員教授。東京大学非常勤講師。武蔵野大学非常勤講師。海外富裕層限定アテンダー。

## 人物
アイルランド生まれ。杏林大学外国語学部・国際協力研究科客員教授。専門は詩・翻訳・現代美術。日本在住歴20年以上にわたる。『英詩訳・百人一首―香り立つやまとごころ』で、2008年度日本翻訳文化特別賞、日米友好基金日本文学翻訳賞受賞。
杏林大学 外国語学部・国際協力研究科 教授（1988年 - ）。大学院、大学において、美術、創作文（詩など）、百人一首の英訳などの講義。
学位：英語、哲学（アイルランド国立大学 1979年）、修士：哲学（アイルランド国立大学 1980年）、博士課程：イギリス文学（南カロライナ州大学 1986年）
1996年から1998年の2年間、日本文部省より研究資金援助を受ける。プリンストン大学、コロンビア大学、オックスフォード大学の客員研究員。2008年、"One Hundred Poets, One Poem Each"(英訳・小倉百人一首)をコロンビア大学出版会より出版。同書は、2008年度ドナルド・キーン日本文化センター日本文学翻訳特別賞、国内では2008年度日本翻訳家協会第44回日本翻訳文化特別賞を受賞。2009年3月、"One Hundred Poets, One Poem Each"の日本語版「英訳詩・百人一首 香りたつやまとごころ」が集英社新書として刊行された。
2019年4月から2024年3月まで、朝日新聞の連載コラム「星の林に　ピーター・マクミランの詩歌翻遊」を担当。
2024年、旭日小綬章受章。
2025年1月の「歌会始の儀」に於いて、召人控を務めた。
父は1929年生れ。結婚していた時期がある。

### 教職経歴
1980年 アイルランド国立大学助手。1981年～85年 南カロライナ州大学 助手。1986年 - 87年 メリーランド大学講師。1988年 - 杏林大学外国語学部 助教授。教授（1995年 - ）、早稲田大学、都立大学、明星大学で非常勤講師として講義した経験も有り。百人一首の英訳で知られるほか、「西斎」名義で「新富嶽三十六景」を執筆している。

## 書籍
- 『One Hundred Poets, One Poem Each（小倉百人一首）』（英訳、コロンビア大学出版局、2008年）*ドナルド・キーン日本文化センター日本文学翻訳特別賞、日本翻訳家協会第45 回日本翻訳文化特別賞。2018年にPenguin Classicsから再版。
- 『英詩訳百人一首 香りたつやまとごころ』（集英社新書、2009年）
- 『The Owl of Minerva and Future of Japan（ミネルヴァのふくろうと明日の日本）』近藤誠一著（英訳、鎌倉春秋社、2003年）
- 『英語で読みとく百人一首大図鑑』（英訳・監修、ほるぷ出版、2015年）
- 『A Little Flower（いちりんのはな）』平山美知子・絵、平山弥生・文（英訳、講談社、2015年）
- 『The Tales of Ise（伊勢物語）』（英訳、Penguin Classics、2016年）
- 『英語で読む百人一首』（文春文庫、2019年）
- 『英語で味わう万葉集』（文春新書、2019年）
- 『日本の古典を英語で読む』（祥伝社新書、2020年）
- 『松尾芭蕉を旅する 英語で読む名句の世界』（講談社、2021年）
- 『謎とき百人一首：和歌から見える日本文化のふしぎ』（新潮選書、2024年）
- 『100分de名著　百人一首』（NHKテキスト、2024年）
- 『英語で古典 和歌からはじまる大人の教養』（KADOKAWA、2024年）
- 『シン・百人一首 現代に置き換える超時空訳』（月の舟、2024年）

## メディア出演
- 『1億人の大質問!?笑ってコラえて!』（日本テレビ）
- 『地球テレビ エル・ムンド』（NHK BS1）
- 『Design Talks』（NHKワールド JAPAN）
- 『NHK短歌』
- 『日本遺産物語 ～時を紡ぐ旅～』（BSフジ）
- 『Journeys in Japan』（NHKワールド JAPAN）
- 『Magical Japanese』（NHKワールド JAPAN）
- 『さらピン!キョウト』（KBS京都ラジオ）火曜日レギュラーパートナー
- ネコメンタリー「ピーター・マクミランとローズとムーンとペンとミニ」 （NHK Eテレ）
- 100分de名著“百人一首” （NHK Eテレ） 公式